# Люксембург на летних Олимпийских играх 2004
Люксембург принимал участие в Летних Олимпийских играх 2004 года в Афинах (Греция) в двадцать первый раз за свою историю, но не завоевал ни одной медали. Сборная страны состояла из 10 спортсменов (6 мужчин, 4 женщины).

## Состав и результаты

### Велоспорт

#### Шоссейный велоспорт
Мужчины
| Спортсмен    | Соревнование                              | Результат | Место |
| ------------ | ----------------------------------------- | --------- | ----- |
| Бенуа Жоаким | групповая шоссейная гонка                 | 5:44:13   | 45    |
| Бенуа Жоаким | индивидуальная гонка с раздельным стартом | 1:01:50   | 26    |
| Ким Кирхен   | групповая шоссейная гонка                 | 5:41:56   | 6     |
| Фрэнк Шлек   | групповая шоссейная гонка                 | 5:41:56   | 16    |

### Лёгкая атлетика
Мужчины
Беговые дисциплины
| Спортсмен   | Соревнование | Предварительный раунд | Предварительный раунд | Полуфинал | Полуфинал | Финал     | Финал     |
| Спортсмен   | Соревнование | Результат             | Место                 | Результат | Место     | Результат | Место     |
| ----------- | ------------ | --------------------- | --------------------- | --------- | --------- | --------- | --------- |
| Дэвид Фиген | 800 м        | 1:46.97               | 5                     | Не прошёл | Не прошёл | Не прошёл | Не прошёл |

### Плавание
Мужчины
| Спортсмен       | Соревнование  | Предварительный раунд | Предварительный раунд | Полуфинал | Полуфинал | Финал     | Финал     |
| Спортсмен       | Соревнование  | Результат             | Место                 | Результат | Место     | Результат | Место     |
| --------------- | ------------- | --------------------- | --------------------- | --------- | --------- | --------- | --------- |
| Альвин де Принс | 100 м брассом | 1:03.32               | 27                    | Не прошёл | Не прошёл | Не прошёл | Не прошёл |

Женщины
| Спортсмен  | Соревнование         | Предварительный раунд | Предварительный раунд | Полуфинал | Полуфинал | Финал     | Финал     |
| Спортсмен  | Соревнование         | Результат             | Место                 | Результат | Место     | Результат | Место     |
| ---------- | -------------------- | --------------------- | --------------------- | --------- | --------- | --------- | --------- |
| Лара Хайнц | 50 м вольным стилем  | 26.35                 | 30                    | Не прошла | Не прошла | Не прошла | Не прошла |
| Лара Хайнц | 100 м вольным стилем | 57.40                 | 36                    | Не прошла | Не прошла | Не прошла | Не прошла |

### Стрельба из лука
Мужчины
| Спортсмен      | Соревнование      | Предварительный раунд | Предварительный раунд | 1/64 финала                   | 1/32 финала        | 1/16 финала        | Четвертьфинал      | Полуфинал          | Финал/BM           | Финал/BM  |
| Спортсмен      | Соревнование      | Результат             | Место                 | Соперник Результат            | Соперник Результат | Соперник Результат | Соперник Результат | Соперник Результат | Соперник Результат | Место     |
| -------------- | ----------------- | --------------------- | --------------------- | ----------------------------- | ------------------ | ------------------ | ------------------ | ------------------ | ------------------ | --------- |
| Джефф Хенкельс | личное первенство | 623                   | 55                    | Чэнь Шиюань Тайвань L 132—136 | Не прошёл          | Не прошёл          | Не прошёл          | Не прошёл          | Не прошёл          | Не прошёл |

### Теннис
Женщины
| Спортсмен               | Соревнование             | 1/64 финала                            | 1/32 финала                                                       | 1/16 финала        | Четвертьфинал      | Полуфинал          | Финал/BM           | Финал/BM  |           |
| Спортсмен               | Соревнование             | Соперник Результат                     | Соперник Результат                                                | Соперник Результат | Соперник Результат | Соперник Результат | Соперник Результат | Место     |           |
| ----------------------- | ------------------------ | -------------------------------------- | ----------------------------------------------------------------- | ------------------ | ------------------ | ------------------ | ------------------ | --------- | --------- |
| Анна Кремер             | женский одиночный турнир | Мария Венто-Кабчи Венесуэла L 3-6, 4-6 | Не прошла                                                         | Не прошла          | Не прошла          | Не прошла          | Не прошла          | Не прошла |           |
| Клодин Шоль             | женский одиночный турнир | Даниэла Гантухова Словакия L 1-6, 1-6  | Не прошла                                                         | Не прошла          | Не прошла          | Не прошла          | Не прошла          | Не прошла |           |
| Анна Кремер Клодин Шоль | женский парный турнир    | н/д                                    | Каталина Кастаньо / Фабиола Сулуага Колумбия L 6-7(7-9), 6-2, 7-9 | Не прошли          | Не прошли          | Не прошли          | Не прошли          | Не прошли | Не прошли |

### Триатлон
Женщины
| Спортсмен    | Соревнование | Плавание (1.5 км) | Переход 1 | Велосипед (40 км) | Переход 2 | Бег (10 км) | Результат  | Место |
| ------------ | ------------ | ----------------- | --------- | ----------------- | --------- | ----------- | ---------- | ----- |
| Элизабет Мэй | женщины      | 19:43             | 0:19      | 1:10:26           | 0:22      | 37:39       | 2:08:29.22 | 17    |